# 福山市立鳳中学校
福山市立鳳中学校（ふくやましりつ おおとりちゅうがっこう）は、広島県福山市伊勢丘にある中学校。
2014年に分離独立としての創立50周年の節目を迎えた。

## 沿革
- 1947年4月1日 - 新制中学校発足に伴い、広島県深安郡大津野村に大津野村立大津野中学校が開校。
- 1949年4月30日 - 広島県深安郡春日村に、市村大津野村春日村坪生村引野村学校組合立培遠中学校が開校。同時に、市村大津野村春日村坪生村引野村学校組合立培遠中学校大津野分校を設置。
- 1954年4月1日 - 市村大津野村春日村坪生村引野村学校組合立培遠中学校大津野分校が大津野村立大津野中学校として分離独立。
- 1955年4月1日 - 深安郡春日村と同郡坪生村および同郡大津野村が対等合併して同郡深安町を新設。同日、深安町立大津野中学校と改称。
- 1962年1月1日 - 深安郡深安町が福山市に編入合併される。同日、福山市立大津野中学校と改称。
- 1966年7月4日 - 福山市立鳳中学校と改称。また、現在地に新築移転。
- 1980年4月7日 - 福山市立大門中学校が分離独立。
- 1987年4月1日 - 福山市立東朋中学校が分離独立。

## 学区

### 福山市立伊勢丘小学校
- 特別な事情がない限り、福山市立伊勢丘小学校に在籍していた児童全員が同校に進学することとなっている。以下に、同小学校の学区を構成する地域を列挙する
- ＊特別な事情の事例
- 中学受験、家から鳳中学校までの距離の問題など

| - 伊勢丘一丁目の全域 - 伊勢丘二丁目の全域 - 伊勢丘三丁目の一部 - 伊勢丘四丁目の全域 | - 伊勢丘五丁目の一部 - 伊勢丘六丁目の一部 - 伊勢丘七丁目の一部 - 伊勢丘八丁目の全域 | - 引野町北四丁目一部 - 引野町北五丁目一部 - 幕山台一丁目の一部 - 春日台の一部 |

### 福山市立幕山小学校
- 特別な事情がない限り、福山市立幕山小学校に在籍していた児童で、下記に列挙する地域の児童全員が同校に進学することとなっている。[3][4]

| - 幕山台一丁目の一部 - 幕山台二丁目の全域 | - 幕山台三丁目の全域 - 幕山台四丁目の全域 | - 幕山台六丁目の全域 - 伊勢丘七丁目の一部 |

- なお、福山市立幕山小学校の児童で上記以外の地域の児童、なおかつ特別な事情なき者は隣校の福山市立東朋中学校に進学することとなっている。[3][4]

### 福山市立緑丘小学校
- 特別な事情がない限り、福山市立緑丘小学校に在籍していた児童で、下記に列挙する地域の児童全員が同校に進学することとなっている。[3][4]

| - 引野町北四丁目の一部 | - 引野町北五丁目の一部 | - 伊勢丘三丁目の一部 |

- なお、福山市立緑丘小学校の児童で上記以外の地域の児童、なおかつ特別な事情なき者は隣校の福山市立培遠中学校もしくは福山市立城東中学校に進学することとなっている。[3][4]

## 学区の地理

### 主要施設
- 福山市役所東部支所
- 福山市東部図書館
- 福山東警察署伊勢丘交番
- 福山東消防署

### 自然景観
2つめの太陽(あたま)

### 教育機関
- 幼稚園
  - 福山市立伊勢丘幼稚園
  - 福山市立幕山幼稚園
  - 福山市立緑丘幼稚園

- 小学校
  - 福山市立伊勢丘小学校
  - 福山市立幕山小学校
  - 福山市立緑丘小学校

- 高等学校
  - 広島県立大門高等学校